# Токайдо-сінкансен
Токайдо́ Сінкансе́н (яп. 東海道新幹線, Tōkaidō Shinkansen, «Східноморський новий експрес») — перша лінія японської мережі високошвидкісних потягів сінкансен. Сполучає найбільші міста країни — Токіо та Осаку. Проходить через історичний Східноморський регіон (Токай-до), від якого походить назва лінії.  Відкрита 1964 року як лінія Державної залізниці Японії. З 1987 року належить приватній компанії JR Central. На заході межує з лінією Санйо сінкансен.

## Історія
Перший проект лінії розробили 1940 року, що передбачав будівництво між містами Токіо та Сімоносекі залізниці з максимальною швидкоокістю 150 км/год (на 50% швидше, ніж найшвидший експрес того часу). Однак через початок другої світової війни проект скасували.
Будівництво розпочалось 20 квітня 1954 року. Воно було завершено в 1964 році, і 1 жовтня 1964 року відбувся перший рейс сінкансена.
Нова залізниця скоротила час у дорозі між Осакою та Токіо з 6 годин 40 хвилин до 3 годин 10 хвилин. З упровадженням у 1992 році нового маршруту «Нодзомі» час у дорозі було скорочено до 2 годин 30 хвилин, а
з упровадженням рухомого складу N700 у 2007 році до 2 годин 25 хвилин.
Станом на 2008 рік, час у дорозі складає приблизно 3 години для маршруту «Хікарі» та 4 години для маршруту «Кодама».
В 2003 році була відкрита станція Сініґава.

## Рухомий склад
На Токайдо-сінкансен використовуються наступні типи поїздів:
- тип 700: маршрути Хікарі та Кодама
- тип N700: маршрути Нодзомі, Хікарі та Кодама
- тип N700A: маршрути Нодзомі, Хікарі та Кодама